# Iron Fist
Az Iron Fist album a brit Motörhead zenekar 1982-ben megjelent, sorrendben ötödik stúdiólemeze. A klasszikus Lemmy-Clarke-Taylor felállás utolsó albuma.

## Története
Az előző két Motörhead album sikere nyomán a zenekar úgy gondolta, a következő nagylemez producerei feladatait nem bízzák külsős szakemberre. A gitáros Eddie Clarke az előző év végén a Tank együttes bemutatkozó lemezén dolgozott Will Reid Dickkel közösen és végül az Iron Fist felvételeit is ez a kettős irányította. A hangzás szempontjából nem volt a legjobb választás. Ettől eltekintve az album tartalmaz néhány igazi koncertfavoritot, mint a címadó "Iron Fist", a "Heart of Stone" vagy a "(Don't Let 'em) Grind You Down".
A lemez nem tudta megismételni a No Sleep ’til Hammersmith album listavezető sikerét, a 4. helyig jutott. A lemezbemutató turné első állomása a megjelenés után egy hónappal Torontóban volt, amiről később koncertvideó is megjelent. A következő, New York-i fellépést követően azonban a csalódott Clarke bejelentette, hogy kilép a zenekarból. Így az Iron Fist lett a klasszikus felállás utolsó stúdióalbuma és ezzel a Motörhead túljutott karrierje első csúcspontján.
A turnét a Thin Lizzy gitáros Brian 'Robbo' Robertsonnal folytatták, aki aztán a következő Motörhead albumon is lehetőséget kapott.

## Újrakiadások
- 1996-ban a Castle Communications (CMC/Sanctuary) a kislemez B-oldalas "Remember Me, I'm Gone" dallal, valamint néhány nagylemezes dal alternatív verziójával CD változatban adta ki újra az Iron Fist albumot.
- 2005-ben egy kétlemezes deluxe változat jelent meg a Sanctuary-nál. Az első korongon az eredeti album digitálisan feljavított változata szerepel. A bónusz CD a kislemez B-oldalas "Remember Me, I'm Gone" mellett az 1982-es Live in Toronto koncertvideó hanganyagát tartalmazza.

## Az album dalai

### Eredeti kiadás
Első oldal
1. "Iron Fist" – 2:55
2. "Heart of Stone" – 3:04
3. "I'm the Doctor" – 2:43
4. "Go to Hell" – 3:10
5. "Loser" – 3:57
6. "Sex & Outrage" – 2:10

Második oldal
1. "America" – 3:38
2. "Shut it Down" – 2:41
3. "Speedfreak" – 3:28
4. "(Don't Let 'em) Grind You Down" – 3:08
5. "(Don't Need) Religion" – 2:43
6. "Bang to Rights" – 2:43

### Bónusz felvételek az 1996-os újrakiadáson
1. "Remember Me, I'm Gone" – 2:18
2. "(Don't Let 'em) Grind You Down" [alternatív változat] – 3:09
3. "Lemmy Goes to the Pub" [Heart of Stone alternatív változata] – 3:02
4. "Same Old Song, I'm Gone" [Remember Me, I'm Gone alternatív változata] – 2:20
5. "Young and Crazy" [Sex & Outrage instrumentális változata] – 2:12

### Deluxe változat bónusz CD (2005)
1. "Remember Me, I'm Gone" – 2:19
2. "Overkill" [Live in Toronto] – 2:52
3. "Heart of Stone" [Live in Toronto] – 3:07
4. "Shoot You in the Back" [Live in Toronto] – 3:10
5. "The Hammer" [Live in Toronto] – 3:19
6. "Jailbait" [Live in Toronto] – 3:56
7. "America" [Live in Toronto] – 3:23
8. "(Don't Need) Religion" [Live in Toronto] – 3:20
9. "Capricorn" [Live in Toronto] – 4:23
10. "(Don't Let 'Em) Grind You Down" [Live in Toronto] – 3:24
11. "(We Are) The Roadcrew" [Live in Toronto] – 3:08
12. "No Class" [Live in Toronto] – 2:32
13. "Bite the Bullet" [Live in Toronto] – 1:30
14. "The Chase Is Better Than the Catch" [Live in Toronto] – 5:13
15. "Bomber" [Live in Toronto] – 4:53

## Közreműködők
- Ian 'Lemmy' Kilmister – basszusgitár, ének
- 'Fast' Eddie Clark – gitár, ének
- Phil 'Philthy Animal' Taylor – dobok